# チジョウカ・アリーナ
チジョウカ・アリーナ（ベラルーシ語: Чыжоўка-Арэна）は、ベラルーシ・ミンスクの、スポーツ・エンターテイメント会場として建設された複合施設である。ミンスク市内の南部に位置するチジョウカ小地区(ru)の、チジョウカ貯水池(ru)の岸辺に面しており、ミンスク創設900年記念公園(ru)の一部をなしている。公式竣工日は2013年10月25日である。

## 沿革
ベラルーシは2013年アイスホッケー世界選手権(ru)の開催権獲得を目指しており、このときは第2会場としてバブルイスク・アイスパレス（バブルイスク市。通称バブルイスク・アリーナ(ru)）の使用を提唱していた。しかし2013年度の開催地はスウェーデン有利と判明した後に、ベラルーシアイスホッケー連盟(ru)は誘致戦略を変更し、ミンスクのみでの開催を提唱した。この提唱は功を奏し、ベラルーシは2014年の、ミンスクでのアイスホッケー世界選手権の開催権を獲得した。
チジョウカ・アリーナの建設は2009年に始められた。当初は2011年半ばに完成する計画であったが、まず2013年半ばに、ついで2013年11月7日へと完成予定日は延期された。またチジョウカ・アリーナの概要は再三にわたって変更された。元々はAl Qudra International社によって建設計画が立案されていたが、後に、ミンスクにバブルイスク・アイスパレスを近代化させた施設を建設する案が持ち上がった。最終的には収容人数8000人の大アリーナと、500人収容のトレーニング用小アリーナ、各種のスポーツ用のホール、憩いの広場等を併せ持つ複合施設となった。また、命名権の販売が計画されている。
2014年5月、ミンスク・アリーナと共に、2014年アイスホッケー世界選手権(ru)の会場として使用された。

## 施設
大アリーナはアイスホッケー、フィギュアスケート、ショートトラックスピードスケート等の氷上スポーツの大会会場としての使用を主な目的としている。小アリーナはプロスポーツ選手のトレーニングや、ジュニアスポーツスクール(ru)のレッスンに用いられている。2014年現在、アイスホッケーチームのユノスチ・ミンスク(ru)がチジョウカ・アリーナをホームリンクとしている。その他、会議場、ボウリング場、ビリヤード場、サウナ、カフェ、レストランが併設されており、将来的にはアリーナの隣にホテルとクラブハウスが建設される予定である。